# Stan Cullis
Stanley "Stan" Cullis, född 25 oktober 1916 i Ellesmere Port, Cheshire, död 28 februari 2001 i Malvern, Worcestershire, var en engelsk fotbollsspelare och tränare i Wolverhampton Wanderers.
Cullis föddes i Ellesmere Port och började spela fotboll i Ellesmere Port Wednesday innan han i februari 1934 skrev på för Wolverhampton Wanderers. Han var lagkapten i reservlaget och gjorde ligadebut med A-laget ett år senare. Som lagkapten ledde han Wolves till final i FA-cupen 1939 samt till andra plats i ligan 1938 och 1939. Cullis spelade tolv landskamper för England och var lagkapten i en landskamp mot Rumänien i maj 1939. På grund av andra världskriget gick han miste om sju säsongers ligafotboll, men han spelade 20 inofficiella landskamper under kriget, varav tio som lagkapten.
Efter kriget hade Cullis fortfarande en ordinarie plats som centerhalv i Wolverhampton, men efter säsongen 1946/47 lade han skorna på hyllan efter 171 matcher för klubben. Han stannade kvar på Molineux som assisterande tränare till Ted Vizard, och i juni 1948 fick han ansvaret som huvudtränare. Under Cullis ledning kom Wolverhampton att uppleva sin mest framgångsrika era. Laget blev ligamästare tre gånger (1954, 1958 och 1959) och vann FA-cupen 1949 och 1960. I början av 1960-talet försämrades dock resultaten och i september 1964 fick Cullis sparken. Ett år senare fick han jobbet som tränare i Birmingham City, som han ledde till semifinal i FA-cupen och Ligacupen. I mars 1970 lämnade Cullis klubben och avslutade därmed karriären inom fotbollen.